# Макіївка
Макі́ївка (МФА: [mɐˈkʲijiu̯kɐ] ( прослухати); до 1917 — Дмитріївка, у 1917-1931 — Дмитріївський, Дмитріївськ, Дмитріївське) — місто в Україні, у Донецькому районі Донецької області, фактично північно-східне передмістя Донецька. Адміністративний центр Макіївської міської громади. За чисельністю населення входить до 15 найбільших міст країни (у 2018 — 14-те).
З 2014 року перебуває на окупованій російсько-терористичними військами території.
Макіївській міській раді підпорядковано 17 селищ міського типу, 8 сіл і 7 селищ. Місто Макіївка розташоване в південно-східній частині України в межах 48 північної широти і 38 східної довготи, на відстані 13 км від обласного центру міста Донецька.
Чисельність наявного населення Макіївки станом на 1 січня 2020 становить 341 362 осіб, при цьому чисельність населення міськради становить 378 740 осіб.
Перше поселення на місці сучасної Макіївки було засновано 1690 року. У 1917 році Дмитріївськ отримав статус міста. Розвиток Макіївки відбувався, у першу чергу, як великого видобувного і промислово-наукового осередку. Нині місто відоме завдяки великим видобувним, зокрема вугільним, і переробним підприємствам, на території міськради — 2 станції Донецької залізниці.
За даними Центральної геофізичної обсерваторії Міністерства з надзвичайних ситуацій Макіївка є найзабрудненішим серед усіх міст України після Донецька та Кам'янського. Рівень бензопірену в атмосфері перевищує допустимі показники в 4,5 рази, і його концентрація з року в рік зростає, хоча щодо забрудненості міста існують і інші дані.

## Географія

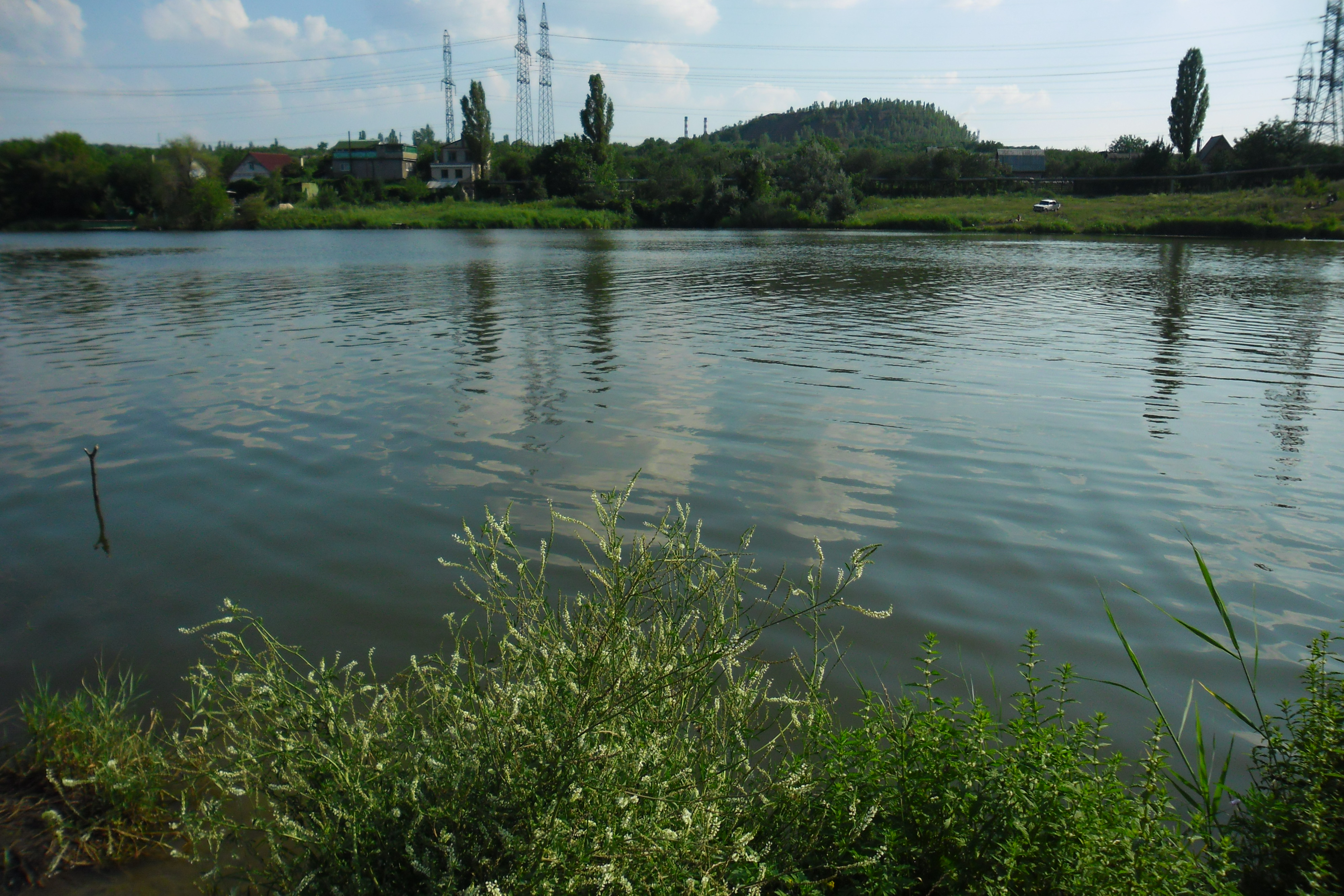
Ставок на Землянках-Гірках - одна із традиційних зон відпочинку макіївчан.

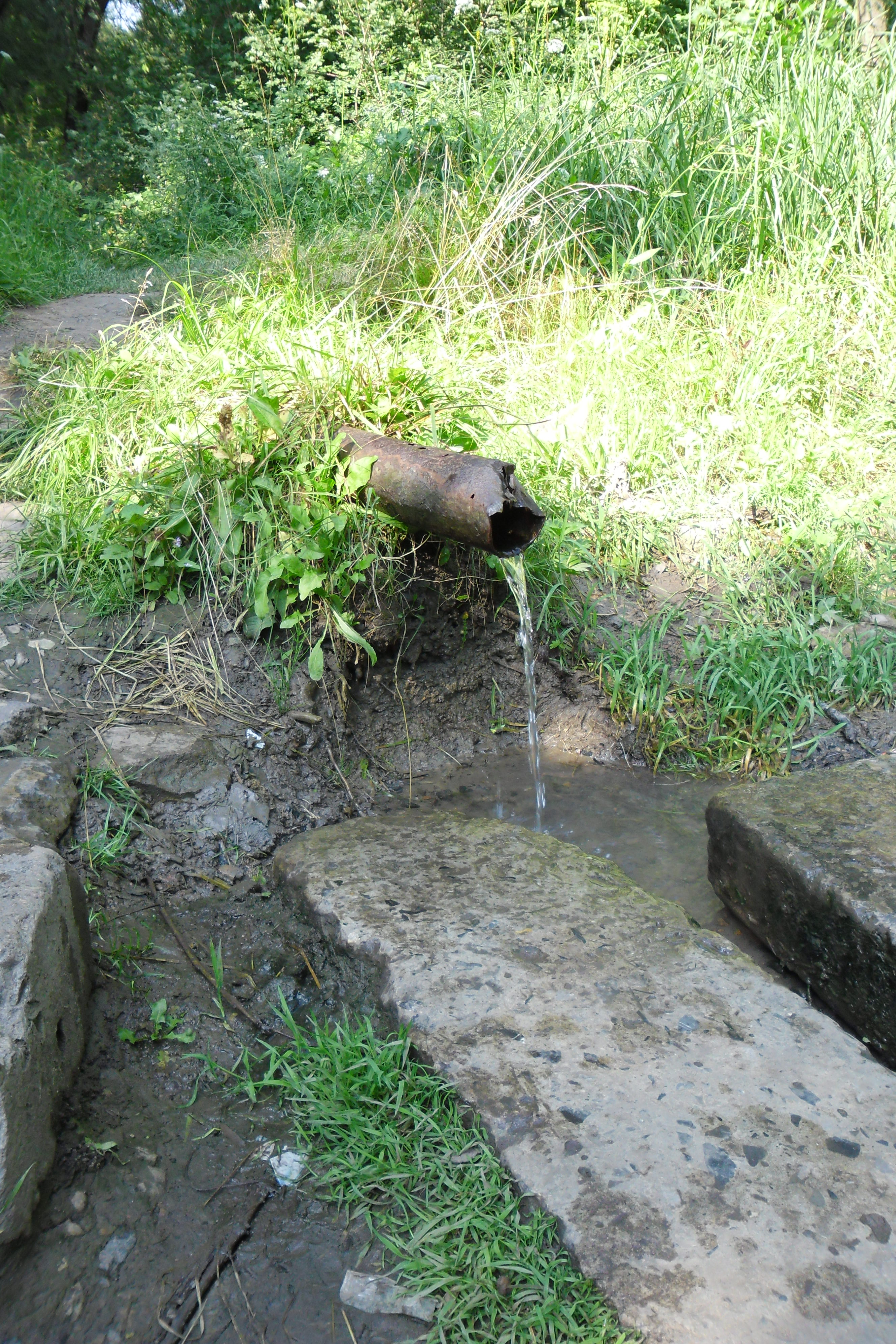
Джерело на Землянках-Гірках поблизу інтернату.

Площа Макіївки становить 426 км², а густота населення — 801.3 осіб/км².
У північно-західних передмістях Макіївки знаходиться джерело річки Кальміус, ставки у місцевості "Землянки-Гірки" та Верхньокальміуське водосховище. Макіївка розташована на схід від водойми. Річище Кальміуса є межею Макіївки з містом Донецьк на її західній ділянці до Нижньокальміуського водосховища.
По північній околиці Макіївки проходить ділянка каналу Сіверський Донець — Донбас, що поповнює Верхньокальміуське водосховище у верхів'ях Кальміуса водою із Сіверського Донця.

## Історія

### Давня історія
Макіївка — місто на землі з давньою історією, на його території знайдено 147 археологічних пам'яток, серед яких одне з найстародавніших в Україні кам'яне рубило доби раннього палеоліту. У місті зафіксовано 75 курганів, залишені кочовими народами: скіфами, сарматами, половцями та іншими.
У середині XVII століття територія південніше Бахмута перебувала під контролем Кримського ханства і осілого населення тут майже не було. Власне заселення цих територій почалося лише після закінчення російсько-турецької війни 1735-1739, коли за мирною угодою (1774) Кримське ханство було окуповано Російською імперією і Приазов'я, таким чином, теж увійшло до її складу.
Наприкінці XVII століття на території сучасного міста існувало займище, засноване, за народними переказами, козаком Макеєм (звідки походить теперішня назва міста). Стале поселення на території Макіївки було засноване у 1690 році. Датою заснування міста вважається дата письмової згадки першого поселення на території міста, запорізького зимівника Ясинівка. Також на території міста на межі Катеринославської губернії та Області Війська Донського були засновані інші козацькі поселення — Нижня Кринка, Землянки, Макіївка, Щеглово. Указом Азовської губернської канцелярії стародавнє запорізьке поселення Землянки було перетворено у державну військову слободу.
Наприкінці XVIII століття нові землі були поділені на губернії, при цьому східну частину території нинішньої Макіївки було віднесено до Області Війська Донського, східну межу якої було проведено по річці Кальміусу. Територія ж на захід від Кальміусу відносилася до Новоросійської, а потім Катеринославської губернії:

| Граничну межу, що означає нині окружність землі Донських козаків, затверджено в 1786 на мапі, а в 1795 і 1796 проведено в натурі комісарами від губерній і від війська відрядженими; у цій межі живих [тобто житлових, населених] урочищ вельми мало; більша частина її позначається межовою нарізкою. Вона йде в такому вигляді: від гирла Кальміусу, що впадає в Азовське море, лівим берегом цієї річки до її вершини і потім сухою межею до р. Кринки; звідси лівим берегом р. Булавіна Колодязя, від вершини якої р. Міусом і сухою межею до р. Кришталевої; далі сухою ж межею, що уривається балками і р. Кам'янкою, до р. Білої, правим берегом цієї річки до річки Сіверського Дінця, лівим берегом того до гирла р. Койсуга і вгору по ній; потім тягнеться більшою частиною суха межа, через річки: Деркул і Комишну, мимо вершин річок: Нагольної, Мелової, Калитви і Тихої, до берега річки Дону. Оригінальний текст (рос.) [ Граничная черта, означающая ныне окружность земли Донских казаков, Высочайше утверждена в 1786 году на карте, а в 1795 и 1796 годах проведена в натуре комиссарами от губерний и со стороны войска отряженными; в сей черте живых урочищ весьма мало; большая часть ее означается межевою нарезкою. Она идет в следующем виде: от устья Калмиуса, впадающего в Азовское море, левым берегом сей речки до её вершины и потом сухою чертою до р. Крынки; отсюда левым берегом р. Булавина Колодезя, от вершины которой p. Миусом и сухою чертою до р. Хрустальной; далее сухою же чертою, прерывающеюся балками и р. Каменкою, до р. Белой, правым берегом сей речки до реки Северского Донца, левым берегом оного до устья р. Койсуга и вверх по оной; потом простирается большею частью сухая черта, чрез речки: Деркул и Камышную, мимо вершин речек: Нагольной, Мёловой, Калитвы и Тихой, до берега реки Дона. ] Помилка: {{Lang}}: текст вже має курсивний шрифт (допомога) |

### Кінець XIX— початок XX століття
Перші письмові згадки власне про слободу Макіївку датуються в 1815.

Місцевість Макіївки, Донецька й околиці перед відкриттям вугілля, розвитку промисловості у 1840-1850-ті

Місцевість Макіївки, Донецька й околиці по розбудові шахт, заводів й залізниці у 1890-1900-ті

У середині XIX століття в Макіївській слободі розпочався видобуток кам'яного вугілля. Були побудовані декілька дрібних поміщицьких шахт, які в 1859 році були об'єднані в Макіївську кам'яновугільну копальню.
У 1885 Іловайським було започатковано спорудження труболиварного заводу на базі перевезеної з села Зуївки ремонтно-механічної майстерні. У 1897 році московський купець Пешков неподалік від селища Кринична заснував Ясинівську копальню. Невдовзі всі шахти й заводи об'єдналися в Макіївський гірничий район, який входив до Таганрозького округу Області Війська Донського.
У 1880-ті прокладена залізнична гілка «Макіївка-Ханжонково-Криничка», а до початку XX століття закінчено будівництво на північ від Макіївки металургійного заводу «Уніон» з доменною і двома мартенівськими печами. Поблизу заводу в 1892 виникло робітниче селище Дмитріївськ, яке стало торговельно-промисловим і культурним центром для навколишніх селищ і слободи Макіївка. У 1897 в Дмитріївському проживало 7 207 мешканців.
У 1904 Макіївський гірничий район був реорганізований у гірничий округ. У період революції 1905—1907 робітники Макіївки брали активну участь у Горлівському збройному повстанні (1905).
У 1907 відкрито першу в Російській імперії районну гірничорятувальну станцію.

### Українська революція
7 (20) листопада 1917 року, відповідно до Третього Універсалу Української Центральної Ради, увійшло до складу Української Народної Республіки.
У грудні 1917 року, просуваючись від Таганрога на північ, по залізниці на Горлівку (місто в складі УНР), білий партизанський загін осавула Черенцова налетів 9 (22) грудня 1917 року на Макіївку (тоді Область Війська Донського, зараз у складі України) розгромивши місцеву раду і утихомиривши робочих Макіївського рудничного району. Через ці події 10 (23) грудня 1917 року на Донбасі створюється Червона гвардія Донбасу. Вони займають низку українських міст: Луганськ, Горлівку, Макіївку, Краматорськ, Дружківку, Костянтинівку, Маріуполь, Алчевськ, Лозово-Павлівку та Дебальцево. Червона гвардія Донбасу налічує 25 000 бійців. У березні 1917 створено Макіївську раду робітничих і солдатських депутатів, яка в листопаді 1917 перебрала владу в свої руки.
У квітні 1918 Макіївку захопили донські козаки наказного отамана П. Краснова, яких у грудні 1918 потіснили радянські війська. 11 травня 1919 останні поступилися денікінцям. Наприкінці грудня 1919 в Макіївці остаточно утвердилася радянська влада.

### Радянський період

#### Ранній СРСР
У 1920 селище Дмитрієвськ та прилегле до нього село Макіївка об'єднано у місто Дмитрієвськ. Місто Дмитрієвськ-Сталінський (з 9 серпня 1929 р.) перейменоване у 1931 році на Макіївку. З 1932 Макіївка — у складі Донецької (1938—61 — Сталінська) області. З 1941 — місто обласного підпорядкування.

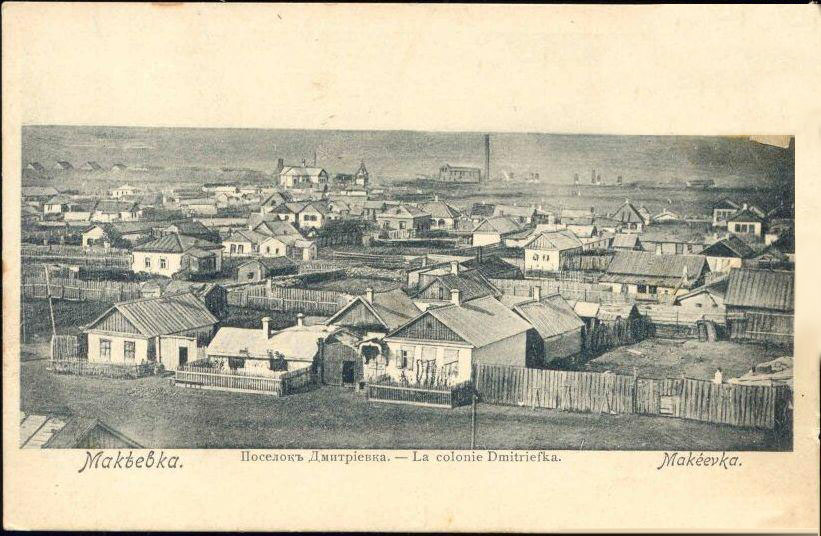
Вигляд селища Дмитріївки (попередник Макіївки) на початку ХХ століття

Стрімкий розвиток міста, його індустріальної моці пов'язаний з довоєнним десятиріччям (1930-ті). У Макіївці на металургійному заводі збудовані перші вітчизняні механізовані доменна піч і блюмінг, відкрито єдиний в СРСР науково-дослідний інститут з безпеки робіт у гірничій промисловості (1927). Станом на 1941 рік у місті діяли вже 60 підприємств, воно забезпечувало 12 % загальносоюзного вуглевидобування та 10 % виплавки металу.

#### Друга світова війна
Під час Другої світової війни Макіївка була зруйнована, економіці міста завдано величезної шкоди. У період Німецько-радянської війни на території Макіївки діяли підпільні бойові групи й організації під керівництвом Н. Черкаської, П. Володченка, А. Переверзєва, Є. Яковцева, С. Дерминасова, М. Петухова, М. Монченка та інших. Понад 30 тисяч мирних жителів міста загинули внаслідок масових розстрілів і повішень, 15 тисяч було насильно відправлено до Німеччини, 16 611 солдатів і офіцерів загинули на фронтах. 64 мешканці міста за героїзм і мужність були удостоєні високого звання Героя Радянського Союзу.

#### Повоєнні роки
У повоєнний час відбувалась відбудова й нарощення промислово-економічного комплексу Макіївки, зводились нові житлові мікрорайони і селища, відкривались об'єкти соцінфраструктури.

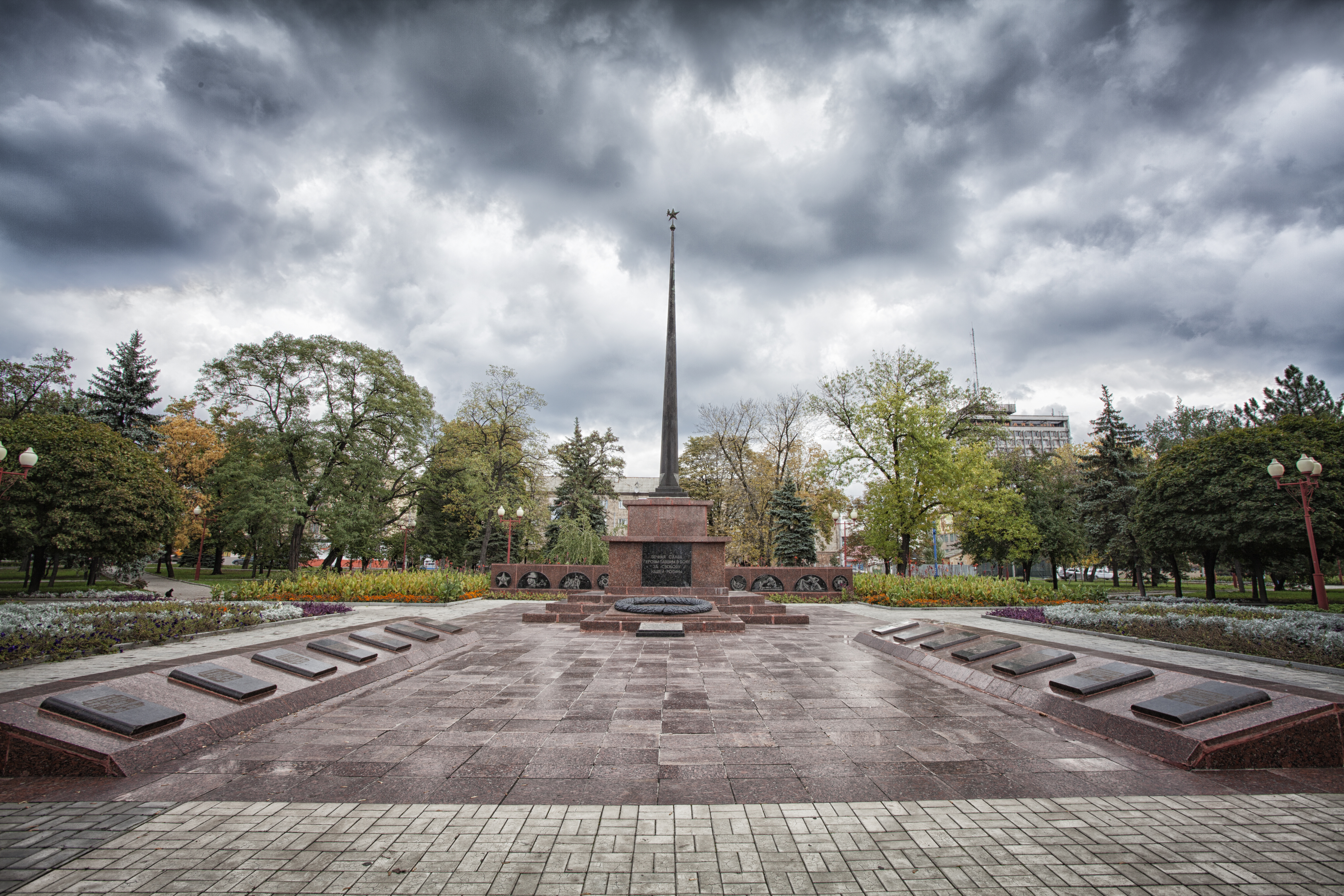
Макіївська Алея героїв революції (1917) і НРв (1941—45)

Указом Президії Верховної Ради СРСР від 6 вересня 1977 за великі успіхи, досягнуті трудящими міста в господарському і культурному будівництві, активну участь у боротьбі з німецькими загарбниками і в роки Другої світової війни і у зв'язку з 200-річчям з дня заснування (тоді датою заснування вважався 1777 рік) місто Макіївка Донецької області нагороджено орденом Трудового Червоного Прапора.

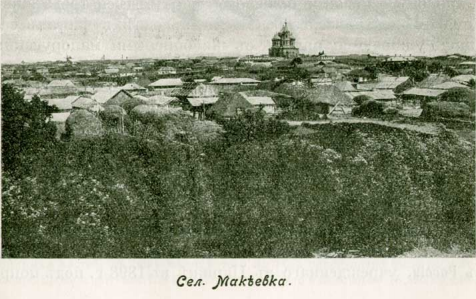

### Незалежна Україна

#### Кінець ХХ— початок ХХІ століття
Сучасна Макіївка — одне з великих промислових міст України, що є самостійною адміністративно-територіальною одиницею у складі Донецької області, містом обласного підпорядкування. Місто має Статут територіальної громади, власну символіку — герб, прапор, гімн.
На початку 2000-х декілька років посаду міського голови Макіївки обіймав український політик, член Партії регіонів В. Джарти.

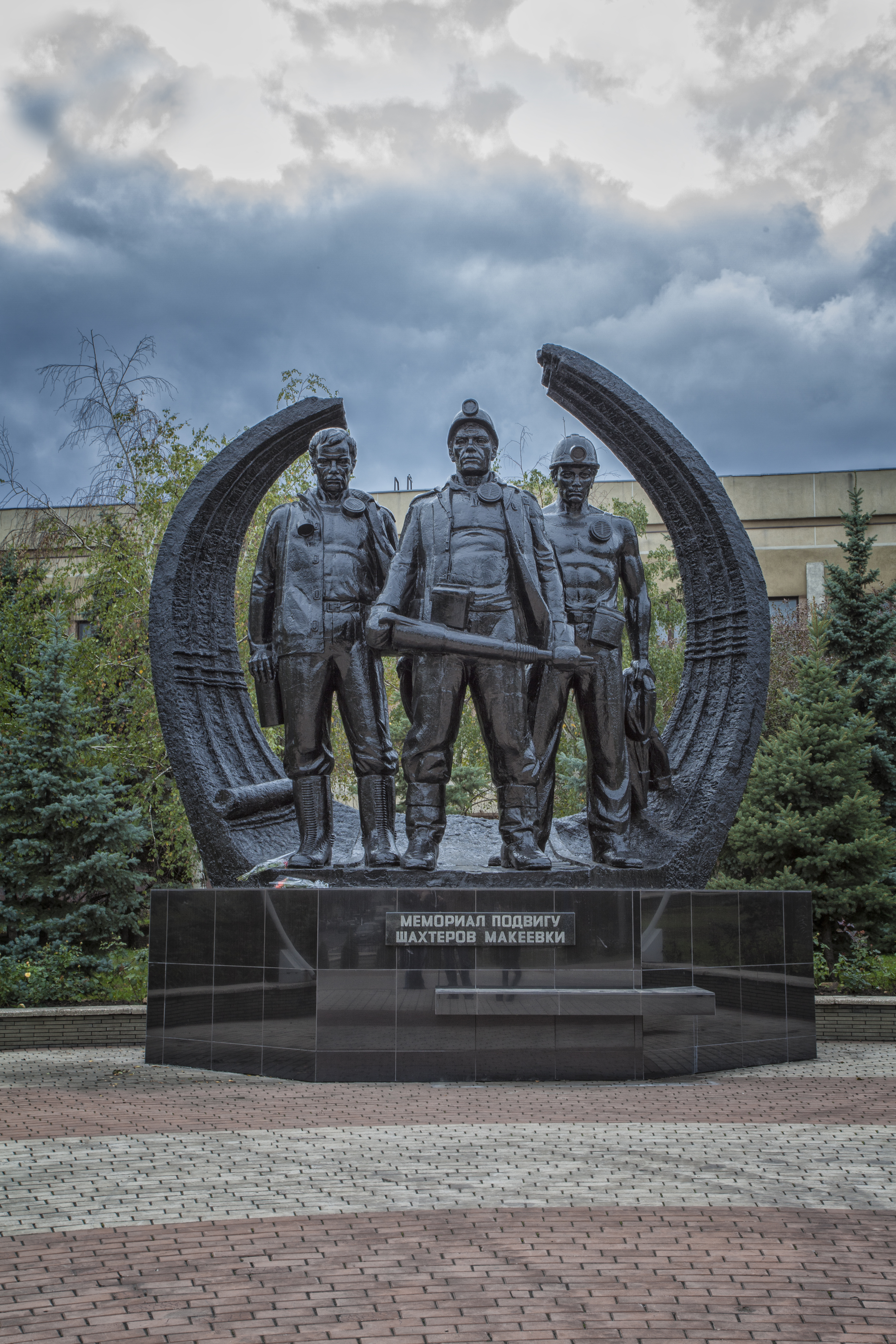
Меморіал подвигу шахтарів Макіївки (2003)

Нарівні з позитивними змінами протягом останнього десятиліття (2000-ні) в Макіївці наявні й деякі стагнаційні процеси, що є спільними для України в цілому, — в першу чергу, у сфері економіки й соцсектору (медицина, громадський транспорт, освіта, молодіжна політика), так і пов'язані з негативним впливом проморієнтованості міста — проблеми в зайнятості населення, погана екологія тощо. Економічна криза 1990-х практично знищила багато підприємств міста або сильно підірвала їхню роботу. Згідно з програмою реструктуризації вугільної промисловості України, була закрита велика частина шахт. Відтак, вугільна промисловість Макіївки переживає важкий час — були ліквідовані вуглевидобувні підприємства, які оголосили неперспективними. Нині (2-а половина 2000-х) у місті працюють 9 шахт. На всіх підприємствах залишилися запаси вугілля. Мешканцям селищ при шахтах працювати більше ніде, тому люди виїжджають. Програма створення додаткових робочих місць за проектами ліквідації шахт не здійснюється у зв'язку з недофінансуванням. З цієї ж причини непросто вирішити і питання забезпечення житлом колишніх працівників шахт, що закриваються, які перебувають на квартирному обліку. Завершення робіт з будівництва, добудови житлових будинків, передбачених проектами ліквідації, затягується. Особливість закриття макіївських шахт полягає в тому, що всі вони збиті (з'єднані) старими гірничими роботами і мають гідравлічний зв'язок між собою, тому не можна ліквідувати жодної шахти, не побудувавши на прилеглих додаткового комплексу водовідливу. Це призводить до збільшення витрат на утримання шахт в період очікування фізичної ліквідації.
За президентства В. Януковича у січні 2011 Макіївка стала сумновідомою й потрапила в новинні випуски інформагенцій світу через серію вибухів, вчинених у місті, й подальші події. Так, уранці 20 січня в місті пролунали 2 вибухи — перший біля ТЦ «Golden Plaza», другий — біля будівлі держпідприємства Макіїввугілля, внаслідок надзвичайної події ніхто не постраждав. За деякий час МВС України заявило, що поряд з місцями вибухів знайдено конверт зі зверненням до «людей, які відомі в Макіївці», з вимогами передачі великої суми грошей і загрозою вчинити ще 5 вибухів, запланованих на вечір четверга в людних місцях міста. Майже відразу потому «макіївські вибухи» були кваліфіковані силовиками як «теракти», тобто прояви тероризму, хоча опозиційні сили розійшлися в оцінках — від політтехнології влади до кримінальних проявів. Однак у найближчому майбутньому ані оголошених вибухів, ані подальшого розвитку подій, що надав би пояснення щодо мотивів і причетних до 2 вибухів осіб, не відбулося. У Макіївці був запроваджений особливий режим на всіх об'єктах життєзабезпечення, проводились планомірні перевірки, була порушена кримінальна справа з приводу 2 вибухів.
29 травня 2014 на засіданні Макіївської міської ради більшістю голосів міського голову міста Олександра Мальцева на підставі його заяви було відправлено у відставку.

#### Російсько-українська війна
Під час Війни на сході України, місто опинилося під окупацією російських військ та проросійських сил. 30 листопада 2014 у Макіївці стався підрив автотранспорту постачання бойовиків так званої «ДНР» — наїзд на саморобний вибуховий пристрій. Серед терористів є загиблі. З 30 листопада на 1 грудня терористи здійснили удар по імовірному супротивнику. Дещо пізніше з'ясувалося, що з позицій північно-східніше Макіївки бандформуванням було завдано «дружнього удару» із РСЗВ по східних околицях Горлівки — контролюється російсько-терористичними військами. 5 червня 2015 року при виконанні бойового завдання під Макіївкою загинув старший солдат 30-ї бригади Михайло Мещеряков.
3 серпня 2022 року ЗСУ знищили нафтобазу російських окупантів в Кіровському районі Макіївки. В ніч на 6 серпня завдано ураження складу боєприпасів окупаційних військ.
У Новорічну ніч з 31 грудня на 1 січня 2023 року українська реактивна артилерія завдала високоточного удару по будівлі ПТУ-19, в якому знаходився склад боєкомплекту та живої сили російських загарбників. Внаслідок удару та детонації боєкомплекту будівля була вщент зруйнована. За оцінками низки ЗМІ та Інституту вивчення війни кількість вбитих росіян може сягати кілька сотень осіб та за цим показником бути однією з найбільших одномоментних втрат від початку війни.

## Адміністративний поділ
Макіївка поділяється на 5 районів (у дужках зазначена кількість мешканців):
- Гірницький район (107835)
- Кіровський район (52768)
- Совєтський район (53007)
- Центрально-Міський район (94937)
- Червоногвардійський район (81042)

Селища, що входять до складу міськради: Велике Оріхове, Високе, Вугляр, Грузько-Зорянське, Грузько-Ломівка, Гусельське, Землянки, Колосникове, Красний Октябр, Кринична, Лісне, Маяк, Межове, Нижня Кринка, Пролетарське, Свердлове, Ясинівка.

## Населення
За даними перепису 2001 року населення Макіївської міськради становило 432830 осіб, із них 10,2 % зазначили рідною мову українську, 88,74 %— російську, 0,11 %— білоруську, 0,1 %— вірменську, 0,04 %— татарську, 0,02 %— румунську, 0,01 %— польську та грецьку, а також болгарську, угорську, гагаузьку, німецьку, словацьку та єврейську мови
Національний склад населення за переписом 2001:
Національний склад населення

## Економіка

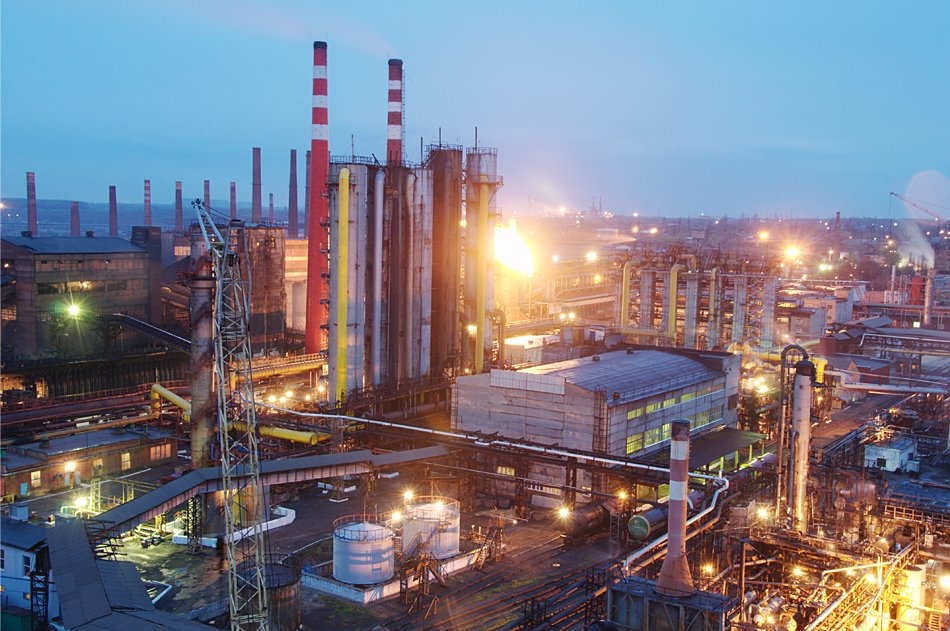
Макіївкокс

Макіївку називають «Донбас в мініатюрі», адже на території міста представлені практично всі галузі, присутні в Донецькому регіоні. Сучасна Макіївка має величезний потенціал для розвитку — перш за все, економічні успіхи міста пов'язуються з видобувним сектором (вугільні шахти) і великими промисловими підприємствами. Загалом економіку міста представляють понад 4 тисячі підприємств різних форм власності.

### Промисловість
На Макіївку припадає до 6 % промислового виробництва усієї Донецької області. Традиційно основу економіки міста представляють вугледобувна і металургійна галузі, хоча також у Макіївці функціонують виробництва машинобудівної, харчової, легкої промисловості. У 2000-х у Макіївці провадилась реструктуризація промисловості, перепрофілювання існуючих виробництв, розвиток наукомістких виробничих процесів на базі високих технологій, всебічний розвиток виробничої активності населення.

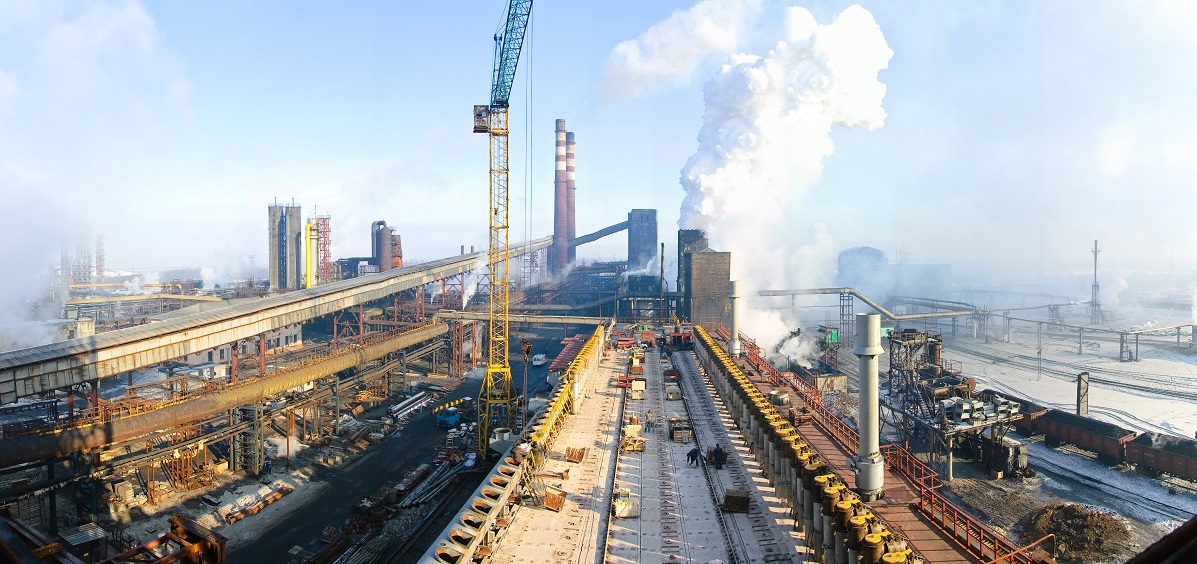
Ясинівський коксохімічний завод

Найбільші макіївські підприємства — Макіїввугілля, «Макіївський металургійний завод», «Ясинівський коксохімічний завод», «Макіївський коксохімічний завод», «Макіївкокс» та Центральна збагачувальна фабрика «Антрацит», Макіївський труболиварний завод.
Підприємства машинобудування міста спеціалізуються на виконанні договірних зобов'язань з Міністерством оборони Росії, виготовленні гірничошахтного обладнання і апаратури автоматизації до нього. До найбільш значущих з них належать: ВАТ «Граніт», ВАТ «Строймаш», ЗАТ «Макіївський завод шахтної автоматики».
Випуск товарів народного споживання в Макіївці здійснюється 21 великим підприємством і близько 80 підприємствами малого бізнесу. На території міста розташовані, зокрема, 10 великих підприємств харчової і переробної промисловості. До їх числа відносяться: 3 хлібокомбінати, комбінат хлібопродуктів, завод м'ясних консервів, виноробний завод, підприємство з виробництва морозива та ін. Крім того, випуск продовольчих товарів здійснюють міні-цехи та пекарні.

### Сфера послуг

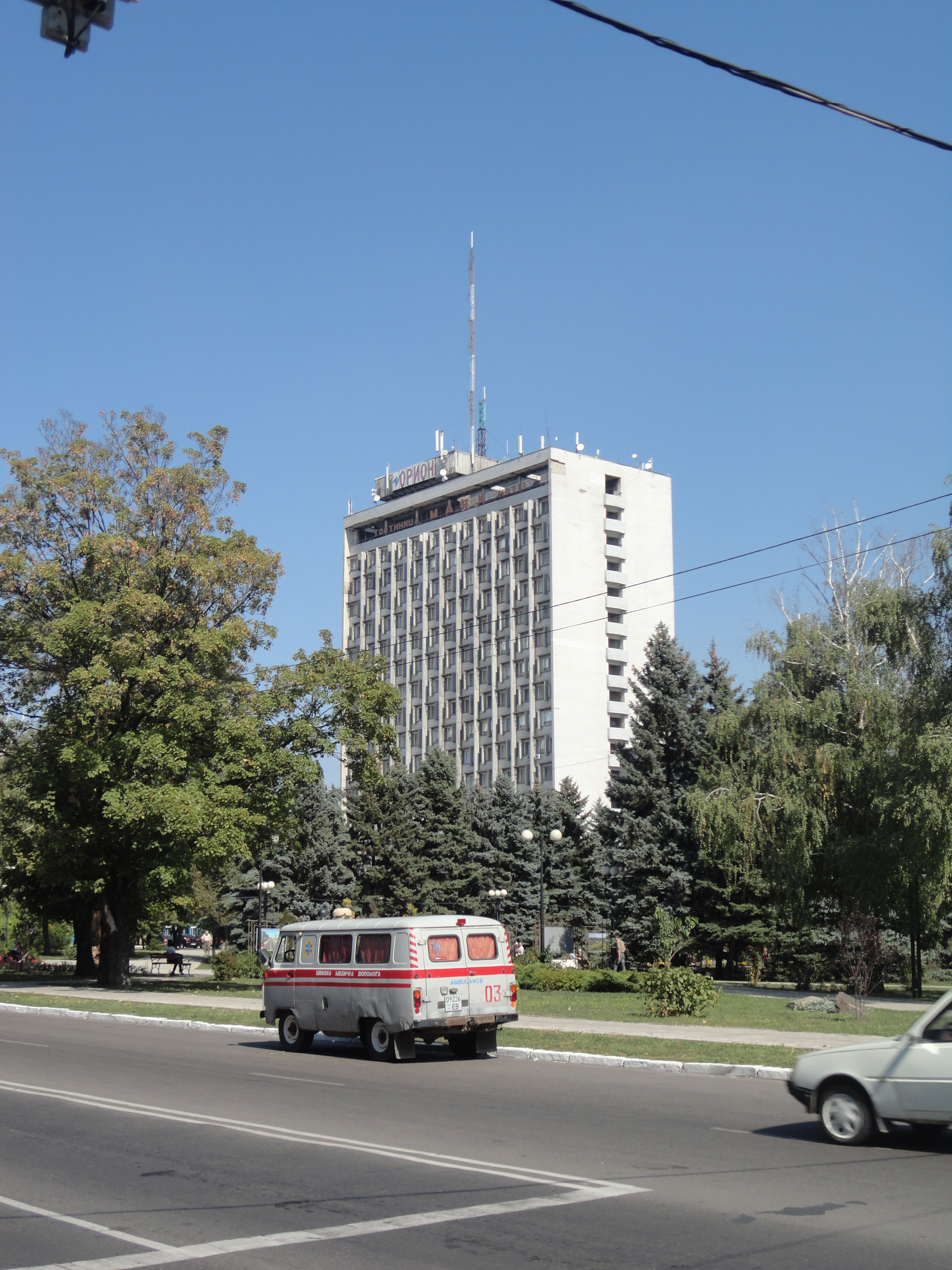
зверхуправоруч

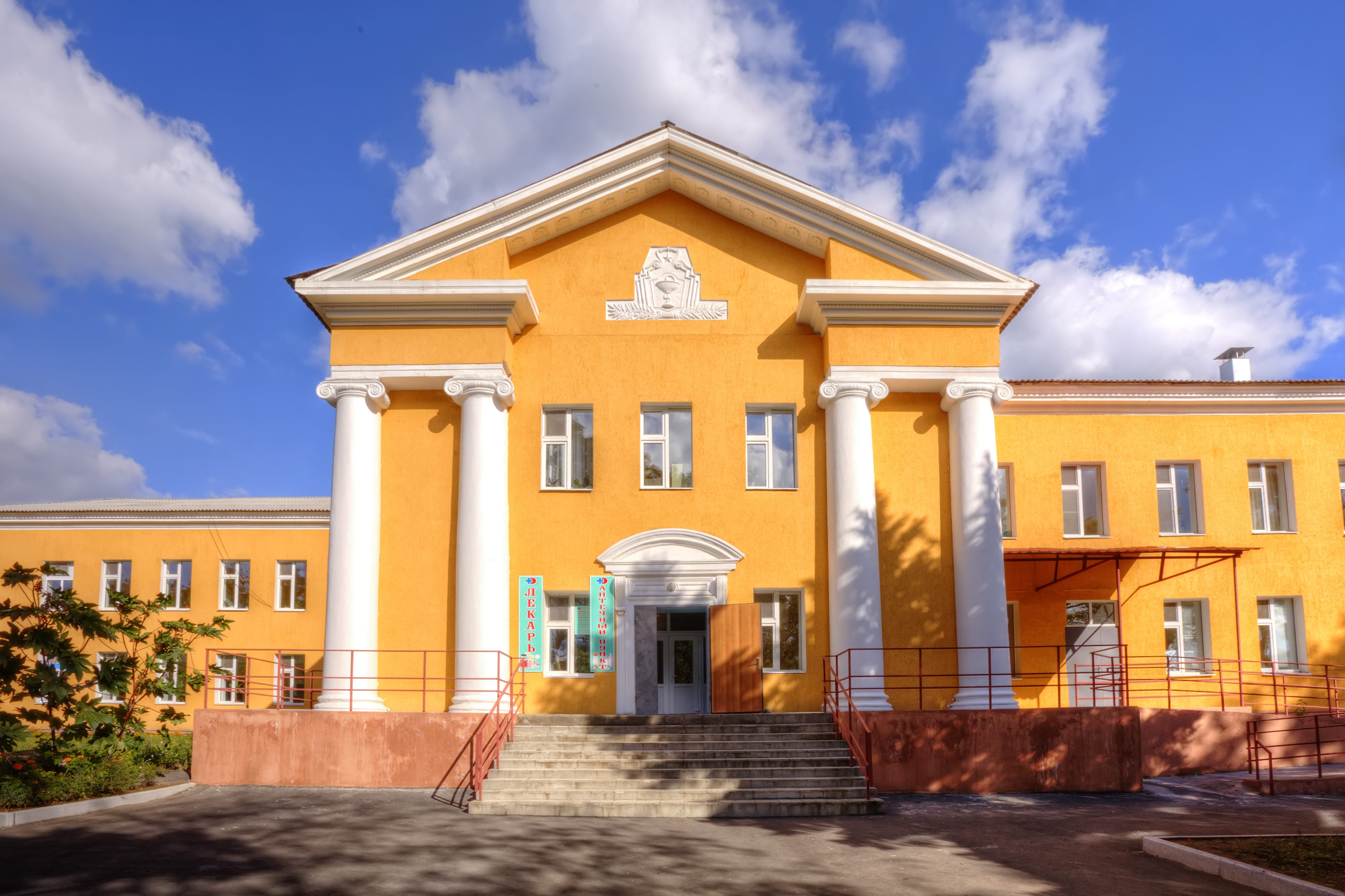
Будинок дитячої міської лікарні № 2

Населення Макіївки й підпорядкованих Макіївській міськраді населених пунктів обслуговують близько півтисячі об'єктів роздрібної торгівлі, у тому числі понад 20 підприємств мереживних рітейлерів.
На території Макіївської міськради функціонують понад 20 ринків.
У Макіївці — понад 200 ресторанів, кав'ярень та інших закладів громадського харчування.

### Транспорт
Фактично примикаючи до Донецька, Макіївка у транспортному відношенні доволі добре пов'язана з обласним центром, діють також власні об'єкти транспортної інфраструктури.
На території міста розташовані 2 станції Донецької залізниці — «Макіївка» і «Макіївка-Вантажна».
Громадський транспорт Макіївки, як і в державі в цілому, переважно представлений таксобусними перевізниками. Особливостями транспорту в Макіївці було 80-річне існування трамвайної мережі, що була демонтована й закрита остаточно в 2006 внаслідок хронічного недофінансування; лишається тролейбусна мережа, що перебуває в кризовому стані, — з 10 маршрутів на початку 1990-х чинними на кінець 2000-х є тільки 4.

## Освіта і наука
Мережа закладів довишівської освіти Макіївки складається з 80 дошкільних навчальних закладів, 2 дитячих будинків, 76 загальноосвітніх навчальних закладів, 9 позашкільних закладів. Крім того, на території міста розташовано 3 допоміжні школи-інтернати для дітей з вадами психічного та фізичного розвитку.

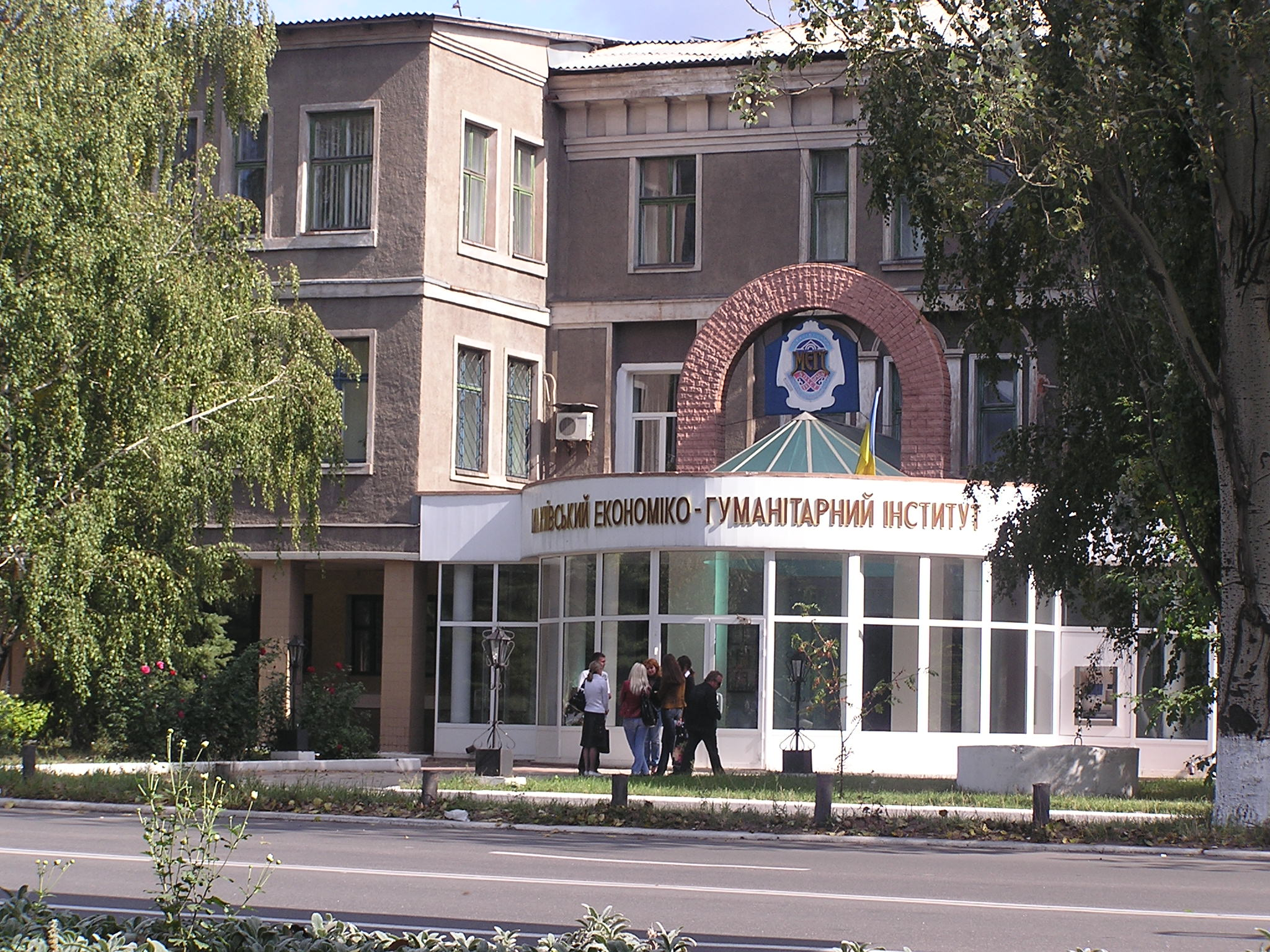
Макіївський економічно-гуманітарний інститут

Ліцей на Черемушках м. Макіївка.

З-поміж макіївських загальноосвітніх навчальних закладів: школа І ступеня; 23 школи І-ІІ ступенів; 40 шкіл І-ІІІ ступенів; 2 вечірні школи; навчально-реабілітаційний центр «Райдуга»; гімназія психолого-педагогічного профілю; 3 ліцеї; приватна школа; 4 навчально-виховних комплекси у складі школи І-ІІІ ступенів та дошкільних закладів.
Донбаська національна академія будівництва і архітектури — державний виш IV рівня акредитації, заснований у 1972 році (у зв'язку з російською окупацією частини України, ДонНАБА переїхала з Макіївки до Краматорська). Макіївський економічно-гуманітарний інститут (МЕГІ) — приватний виш заснований в 1992. Нині МЕГІ є вишем III рівня акредитації, який здійснює фахову підготовку за освітньо-професійними програмами бакалавра, спеціаліста та магістра. Контингент студентів інституту становить понад 3000 осіб.
У Макіївці можна здобути освіту I—II рівнів акредитації у Макіївському політехнічному коледжі[недоступне посилання з липня 2019] (просп. Леніна, 47); металургійному технікумі (вул. Папаніна, 9); медичному училищі (с-ще Калініна, вул. Крилова, 28); педагогічному училищі (вул. Трубіцина, 8).
Науковий потенціал міста складають Макіївський державний науково-дослідний інститут з безпеки робіт у гірничій промисловості, госпрозрахункове проектно-планове бюро при Головному державному управлінні архітектури «Пульс АР», а також науково-дослідний комплекс Донбаської Національна академії будівництва та архітектури, у складі якої функціонують 25 науково-виробничих госпрозрахункових центрів, у тому числі 4 підрозділи, акредитовані в Системі сертифікації УкрСЕПРО, і унікальний полігон випробувань опор ліній електропередачі та баштових споруджень, що надає Україні незалежність від решти країн світу в галузі досліджень, проектування і виготовлення електромережних конструкцій (враховуючи значущість установи для науки і виробництва, Кабінет Міністрів України включив полігон у Державний реєстр наукових об'єктів, які складають національне надбання).

## Культура

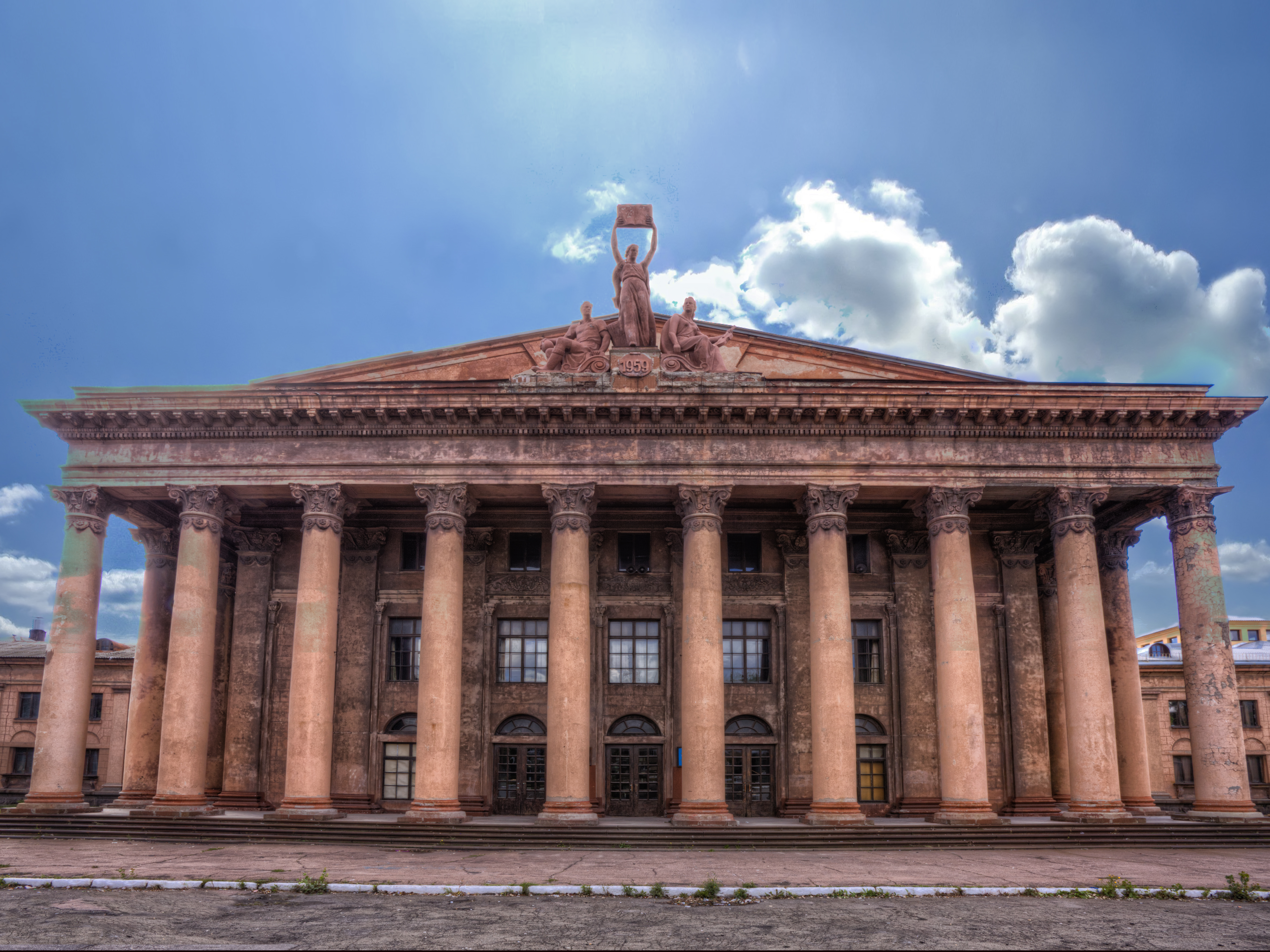
Палац культури металургійного заводу

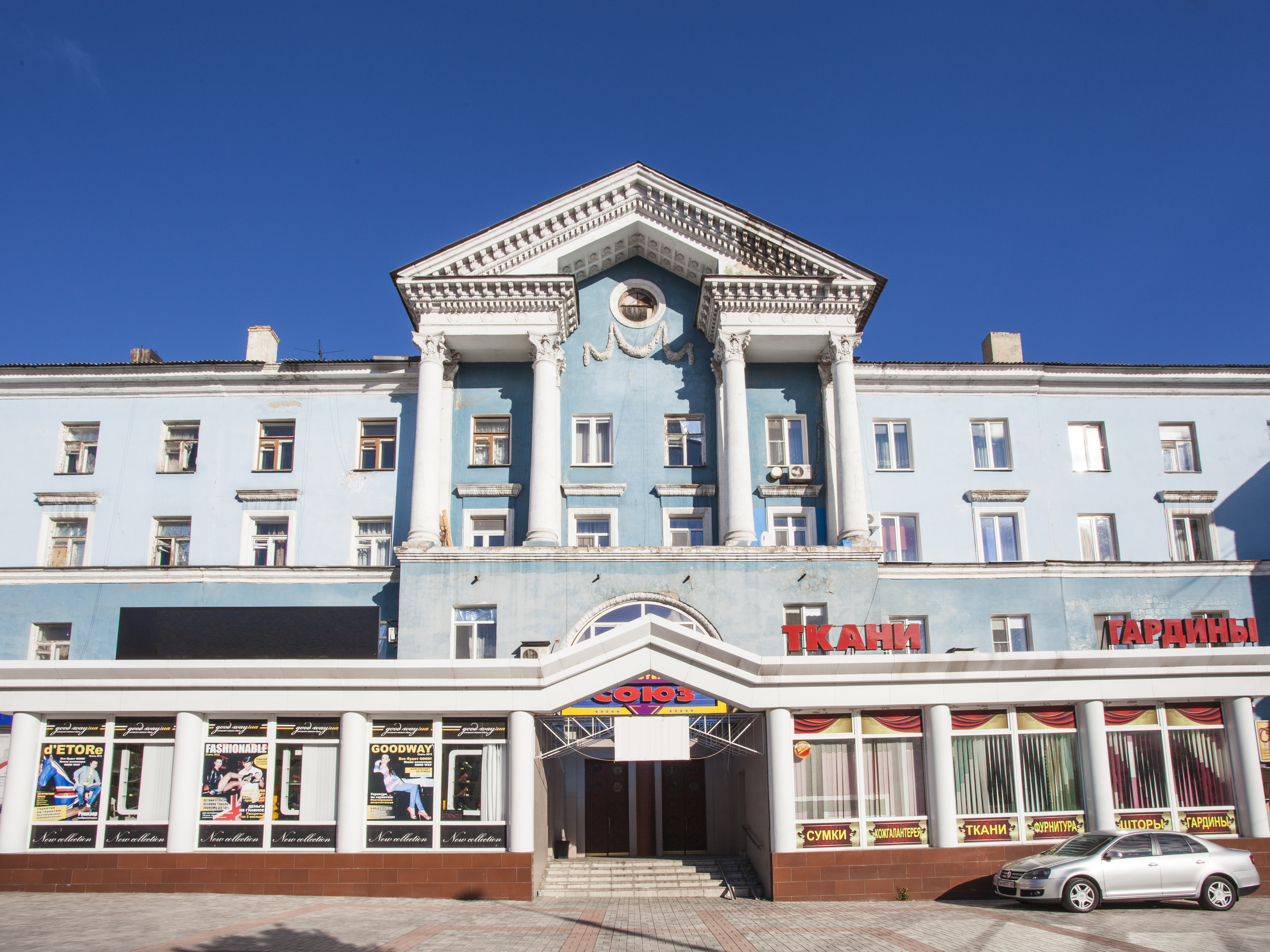
Житловий будинок з вбудовано-прибудованим кінотеатром

Культурна сфера Макіївки представлена клубними закладами — міськими і селищними, одним державним і одним відомчим музеями, обласним ТЮГом, бібліотечними закладами, школами естетичного виховання, низкою розважальних закладів; у місті й підпорядкованих міськраді селищах функціонує ряд творчих колективів.

### Клуби, театр і мистецькі школи
Клубні бюджетні заклади Макіївки:

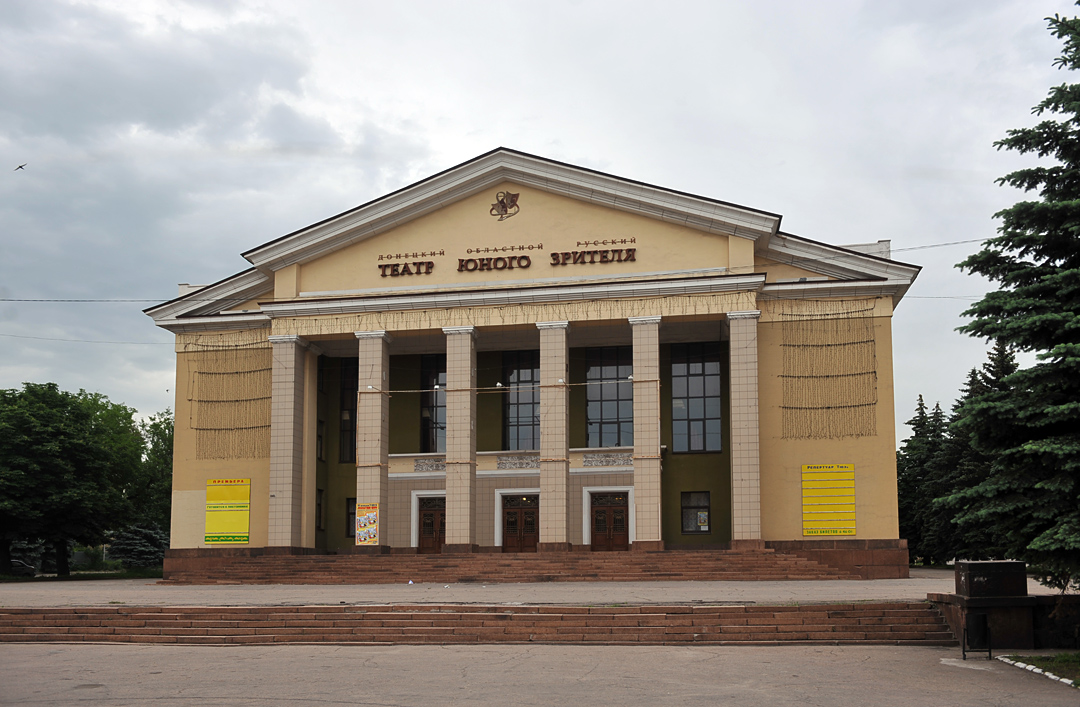
Обласний російський ТЮГ

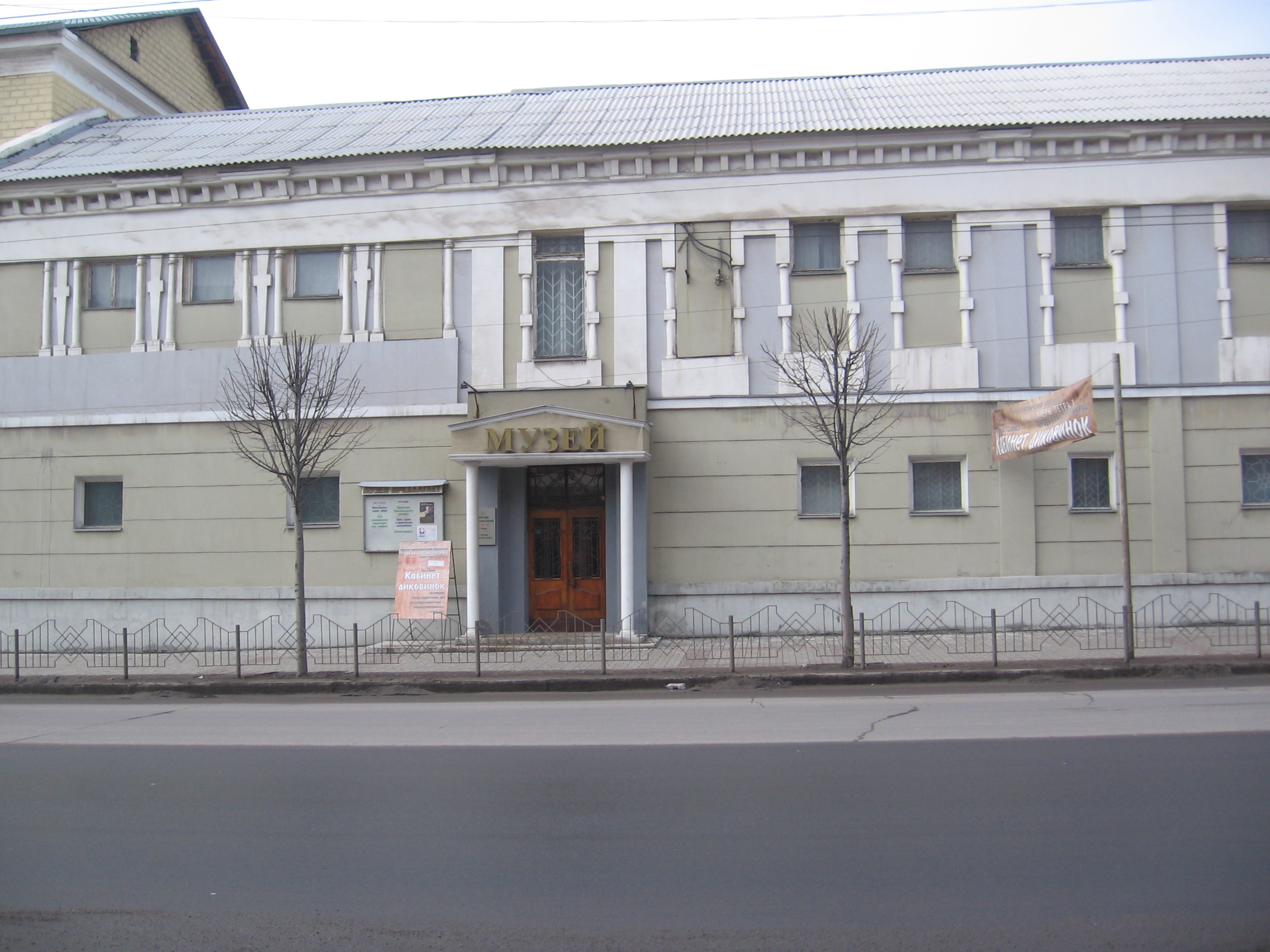
Макіївський художньо-краєзнавчий музей

- Міський палац культури ім. В. Г. Кірсанової (вул. Сусаніна, буд. 15-а);
- Палац культури ім. В. В. Воровського (вул. Гаврилова, буд. 5);
- Палац культури ім. К. І. Поченкова (вул. Маліновського);
- Палац культури «Юність» (смт Кринична, вул. Совхозна);
- Центр української культури ім. Л. Українки (вул. Магістральна, буд. 880;
- Клуб смт Ясинівка (м. Макіївка, вул. Совєтська, буд. 53);
- Клуб смт Грузько-Зорянське (м. Макіївка, вул. Первомайська);
- Клуб смт Гусельське (смт Гусельське, вул. Шкільна);
- Клуб с. Верхня Кринка (м. Макіївка, вул. Театральна).

Значним культурно-розважальним осередком Макіївської міськради є заснований у 1971 році Донецький обласний російський театр юного глядача, що є єдиним професійним театральним закладом у місті, і в репертуарі якого поряд із виставами для дітей, спектаклі для дорослої авдиторії.
Школи естетичного виховання Макіївки:
- Музична школа № 1 (вул. Леніна, буд. 105);
- Школа мистецтв № 1 (вул. Трубіцина);
- Школа мистецтв № 2 ім. О. Ханжонкова (м. Макіївка, м-н «Магістральний»);
- Школа мистецтв № 3 (вул. Кронштадтська, буд. 1);
- Школа мистецтв № 4 (вул. Кірова, буд. 71);
- Художня школа (вул. Смірніхіна, буд. 9).

### Музеї й бібліотеки
У Макіївці працює 2 музеї:
- Макіївський художньо-краєзнавчий музей (пр. Леніна, 251/26) — головний міський музейний заклад, єдиний державний. Заснований у 1958 році. Колекції нараховують 30 тис. одиниць зберігання, що за часом охоплюють період від давнини до сучасності;
- Народний музей історії ВАТ «Макіївський металургійний завод» (вул. Металургійна, 33) — відомчий історичний музей, заснований у 1966 році, розповідає про початки, становлення і сьогодення флагмана макіївської промисловості, а також загалом про металургійну галузь Донбасу.

У Макіївці та підпорядкованих міськраді селищах працює міська централізована бібліотечна система, до якої крім Центрально-Міської бібліотеки ім. Горького, Юнацької, Центрально-Міської дитячої бібліотеки ім. Гайдара входять ще близько півтора десятка закладів.

### Творчі заходи і колективи
Традиційними для Макіївки є організація і проведення низки міських свят, приурочених, як до державних і національних релігійних свят, так і до відзначення місцевих реалій:
- присвячене циклу новорічно-різдвяних свят «І запалює Різдво Новорічні свічки» традиційно відбувається 7 січня на Театральній площі міста. Самодіяльні артисти міського центру української культури ім. Лесі Українки дають макіївчанам суто народне дійство.
- міське свято «Випускник» — на відзначення талановитої шкільної молоді;
- на свято Івана Купала на березі річки Грузької розгортається міське святкове театральне дійство «Чари Купальської ночі»;
- театралізоване народне свято на честь дня Святої Трійці «Ой, зав'ю, вінки!»;
- міська культурно-мистецька акція «Макіївська весна» (від 2000-х) являє собою змагання й нагородження митців у різних номінаціях;
- щорічний відкритий чемпіонат зі спортивних бальних танців «Весняна райдуга»;
- щорічний регіональний фестиваль журналістики і книговидання «Преса і книга Донеччини» в Центральному парку культури та відпочинку ім. 10-ї річниці Незалежності України.
- день міста — щорічне свято об'єднує усіх в карнавальному шоу, залучає до участі в розважальних марафонах та спортивних змаганнях. До Дня міста за ініціативою Макіївського міського голови було створено муніципальний духовий оркестр. Перший виступ оркестру відбувся під час святкового відкриття урочистої частини «День міста — 2004» на СК «Металург».
- «Дні О. Ханжонкова на Батьківщині» — свято на честь видатного митця-земляка підтримують будинок імені Ханжонкова у Москві та Міжнародна асоціація сприяння культурі.

У Макіївці діє велика кількість творчих колективів — Народна студія естрадного співу «Ідилія», Зразковий ансамбль спортивного бального танцю «Глорія», Народне творче об'єднання «Вернісаж» (всі — при Міському Палаці культури ім. В. Г. Кірсанової), Народний вокальний ансамбль «Карусель», Зразковий ансамбль бального танцю «Ніжність», Зразковий театр ляльок «Теремок», Зразковий ансамбль скрипалів «Рапсодія» (всі — при Палаці культури ЗАТ «Макіївкокс»), Зразковий цирковий колектив «Фантазія» Палацу культури ім. В. В. Воровського, Зразковий дитячий музичний театр «КуТуШе», Зразковий естрадно-хореографічний ансамбль «Зеркало», Зразковий ансамбль бального танцю «Шанс», Зразковий естрадно-спортивний ансамбль «Аветис» (всі — при палаці культури ВАТ «ЯКХЗ»), Народний фольклорний науково-пошуковий гурт «Українські вечорниці», Народний оркестр українських інструментів «Червона калина» (обидва при Центрі української культури ім. Л. Українки), Зразковий ансамбль естрадного танцю «Улыбка», Народний ансамбль класичного танцю «Білі лебеді», Народний ансамбль бального танцю «Вдохновение», Народний театр-студія «Штрих», Народний ансамбль народного танцю «Молодість», Зразковий ансамбль народного танцю «Ровесники», Народна хорова капела, Народний колектив хор народної пісні (всі — при ПК ЗАТ «ММЗ»), Зразковий дитячий танцювальний колектив «Зіроньки» Палацу культури ім. 40-річчя ЛКСМУ ВП «Шахта ім. С. М. Кірова» ДП «Макіїввугілля».

## Архітектура

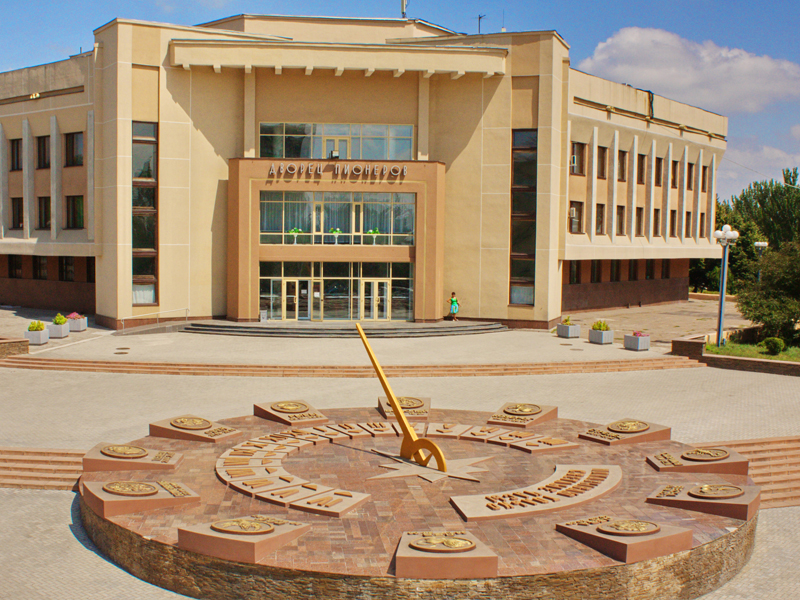
Сонячний годинник та палац піонерів

Сучасне архітектурне обличчя Макіївки не вирізняється скільки-небудь значними пам'ятками, що пов'язано власне з історією міста і, зокрема, з історією його будівництва. Місто як таке, утворене з декількох населених пунктів, і до його складу (точніше, до складу міськради) входять декілька селищ і сіл, не має фактично чіткого планування, а нумерація будинків і вулична мережа є однією з найскладніших і найбільш заплутаних в Україні — значна кількість повторних назв вулиць, іменування проїздів, наявність нечіткого нумерування будинків у межах однієї вулиці, наявність вулиць з декількома або й одним будинком. 

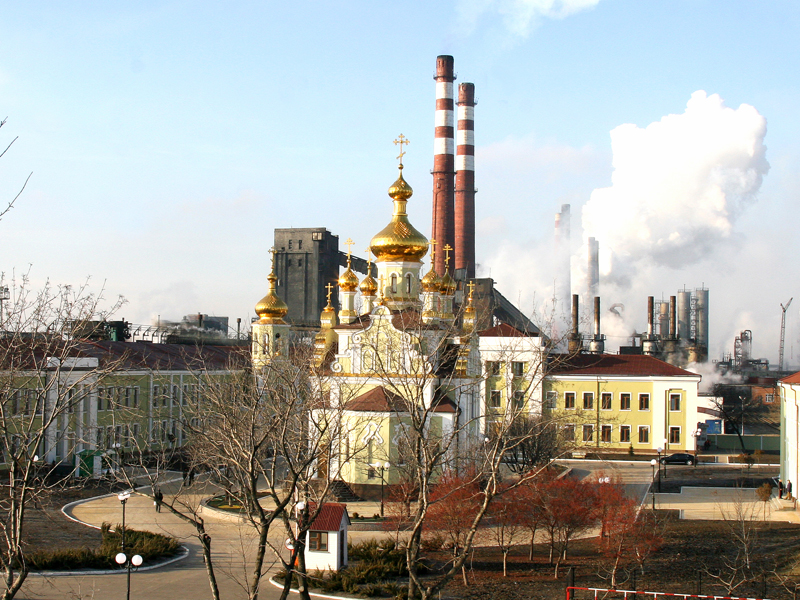
Церква святої Варвари та Ясинівський коксохімічний завод

Так само, як і в сусідньому Донецьку, тільки ще більш виразно, промзони змінюються пустирями, а просто в середмісті поруч із житловою забудовою можна зустріти напівзруйновані споруди.
Житловий фонд Макіївки — всуціль невибаглива радянська забудова 1960—70-х насправді вигідно виглядає на тлі передвоєнних будинків барачного типу, що подеколи збереглися в місті. Одноманітність сірої непоказної міської забудови Макіївки дещо скрашують поодинокі зразки нетипових споруд у міському пейзажі, зокрема споруди громадського призначення — будівля міськради, клуби, міський театр (1971), Будинок піонерів, велика радянська споруда готелю «Маяк» та ін. Подеколи житлові приміщені прикрашені мальованими панно.
З незалежністю серед новобудов Макіївки визначною подією стало зведення собору Георгія Побідоносця (1995-2001), також були модернізовані або й реконструйовані низка радянських будівель, у першу чергу торговельного призначення.
Міська скульптура Макіївки — переважно пам'ятки і меморіали на честь німецько-радянської війни, на честь шахтарів і ряду відомих макіївчан і осіб, пов'язаних з містом, на відзначення трагічних подій 2-ї половини в історії країни — Афганська війна, Чорнобильська катастрофа.
2010 року в Макіївці було встановлено унікальний, найбільший на території України сонячний годинник — має діаметр 16 м, а вагу гномона — 500 кг (скульптор — Микола Загрібний).

## Релігія

### Християнство
Українська православна церква (Московський патріархат)
Церква Святого Різдва Івана Хрестителя
Собор Георгія Побідоносця
Церква Святого Михайла

### Іслам
Макіївська мечеть

## Відомі люди
У Макіївці народилися:

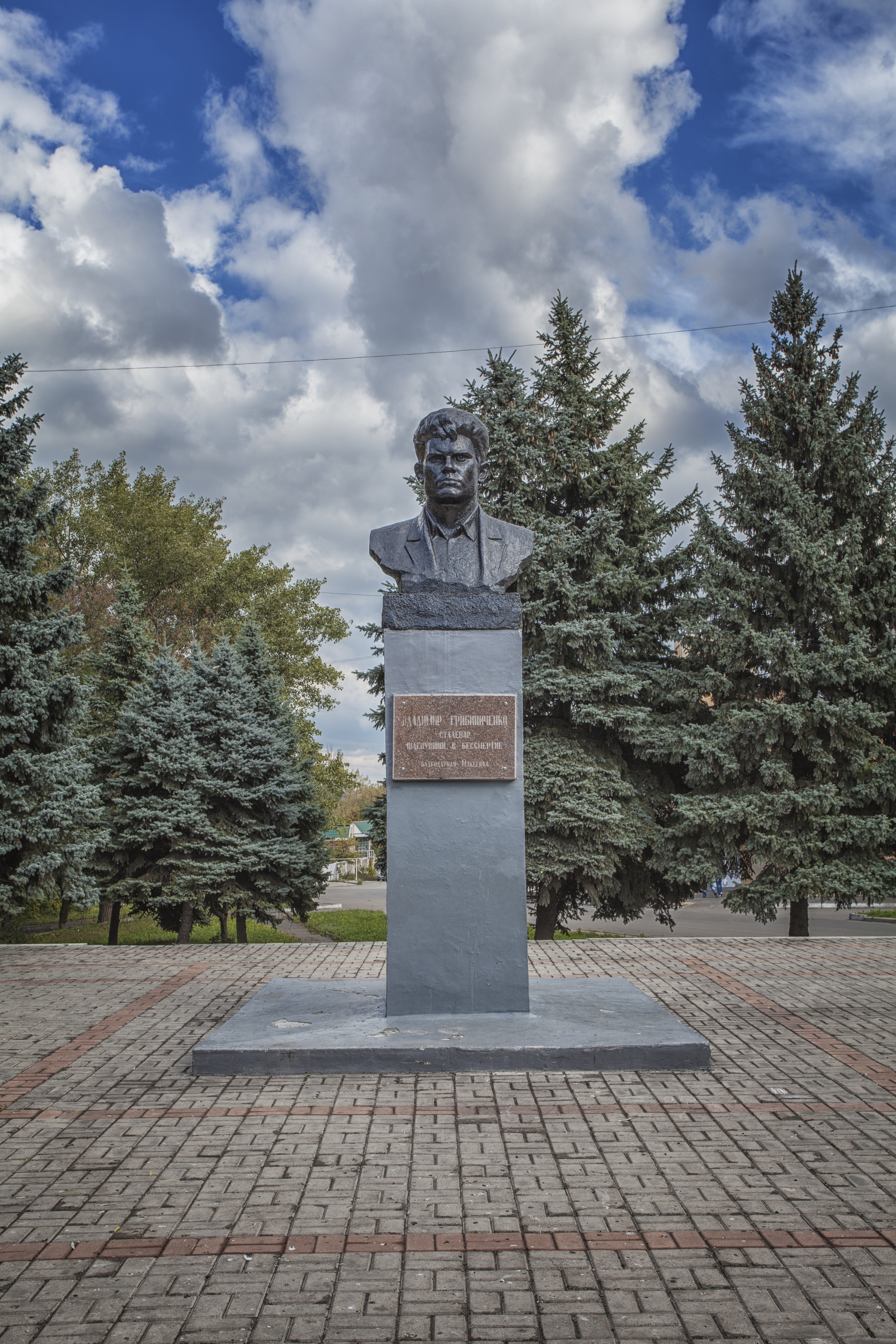
Пам'ятник металургу Грибіниченку

- Архіпов Василь Васильович (1956—2014) — стрілець, батальйон територіальної оборони Донецької області «Донбас», учасник російсько-української війни.
- Барвік-Карпатський Сергій Григорович (1951—2020) — український музикант-акордеоніст, педагог, композитор. Заслужений артист України (2004).
- Білий Дмитро Дмитрович (*1967) — український письменник, історик, дослідник Кубані, бандурист, осавул Азовського козацького війська (2001). Член Донецького відділення НТШ.
- Дерюгіна Альбіна Миколаївна (*1932) — український тренер з художньої гімнастики.
- Василенко Іван Дмитрович (1895—1966) — російський радянський письменник. Лауреат Сталінської премії третього ступеня (1950).
- Вєтров Геннадій Анатолійович (*1958) — радянський і російський письменник-сатирик і гуморист, заслужений артист Росії (2009).
- Вігеріна Ада Петрівна (1930—2005) — українська художниця декоративно-ужиткового мистецтва.
- Галич Олександр Андрійович (*1948) — український вчений-літературознавець, доктор філологічних наук, професор, відмінник освіти України, заслужений діяч науки і техніки України, член НТШ.
- Головін Анатолій Сергійович (*1952) — голова Конституційного суду України з липня 2010.
- Гребенюк Олександр Валентинович (1986—2014) — старший сержант Збройних сил України, учасник російсько-української війни.
- Гуртяк Дмитро Олександрович (1971—1998) — програміст, автор програми KeyRus, що була встановлена на багатьох персональних комп'ютерах в Радянському Союзі.
- Єршов Едуард Дмитрович (1940—2009) — радянський і російський геолог, гекокріолог, дослідних багаторічної мерзлоти.
- Зав'язкін Олег Володимирович (*1971) — сучасний український прозаїк, поет. Член Національної спілки письменників України. Лауреат «Русской премии» у жанрі поезії (2007).
- Іовенко Максим Васильович — майстер спорту України міжнародного класу з кікбоксингу.
- Кабачек Леонід Васильович (1924—2002) — радянський художник, професор, Заслужений художник Російської Федерації.
- Клімов Леонід Михайлович (*1953) — депутат ВР України
- Козьмак Олена Василівна(*1954) — солістка балету заслуженого академічного Буковинського ансамблю пісні і танцю Чернівецької обласної філармонії. Заслужена артистка України (2007).
- Карпухін Петро Прохорович (1902—1974) — український хімік, фахівець у галузі синтезу барвників і вихідних для них продуктів.
- Крутіков Сергій Євгенович, більш відомий як Міхєй / рос. Михей (1970—2002) — російський співак, що писав і виконував пісні у стилі регі, фронтмен групи «Михей і Джуманджі».
- Лозиков Олександр Олександрович (*1939) — український і російський письменник, видавець, редактор хабаровського (Росія) літературно-художнього й аналітичного журналу «Екумена».
- Мироненко Петро Федосійович (1914—2004) — повний кавалер ордена Слави
- Мінько Олег Терентійович — український художник і викладач, представник львівської мистецької школи.
- Назаров Михайло Вікторович[ru] (*1948) — російський письменник і публіцист, історик і громадський діяч; монархіст, заперечує Голокост.
- Отченашко Георгій Федорович (*1934) — художник, член Спілки художників СРСР (від 1970), працює за кордоном.
- Протасенко Микола Прокопович (*1923) — український актор театру, Народний артист України (1965).
- Редя В'ячеслав Васильович (*1955) — український диригент, народний артист України.
- Реутов Олег Олександрович (*1920) — радянський хімік-органік, науковець МДУ.
- Руденко Лариса Архипівна (1918—1981) — українська співачка (мецо-сопрано). Народна артистка УРСР, Народна артистка СРСР (з 1960).
- Рубцова Валентина Павлівна (1977) — українська та російська акторка театру та кіно, співачка.
- Руденко Юрій Миколайович (1931—1994) — академік АН СРСР, після 1991 — РАН, фахівець у галузі електроенергетики.
- Сафіуллін Равіль Сафович (*1955) — український політик і спортивний функціонер. Міністр України у справах сім'ї, молоді та спорту з 2010.

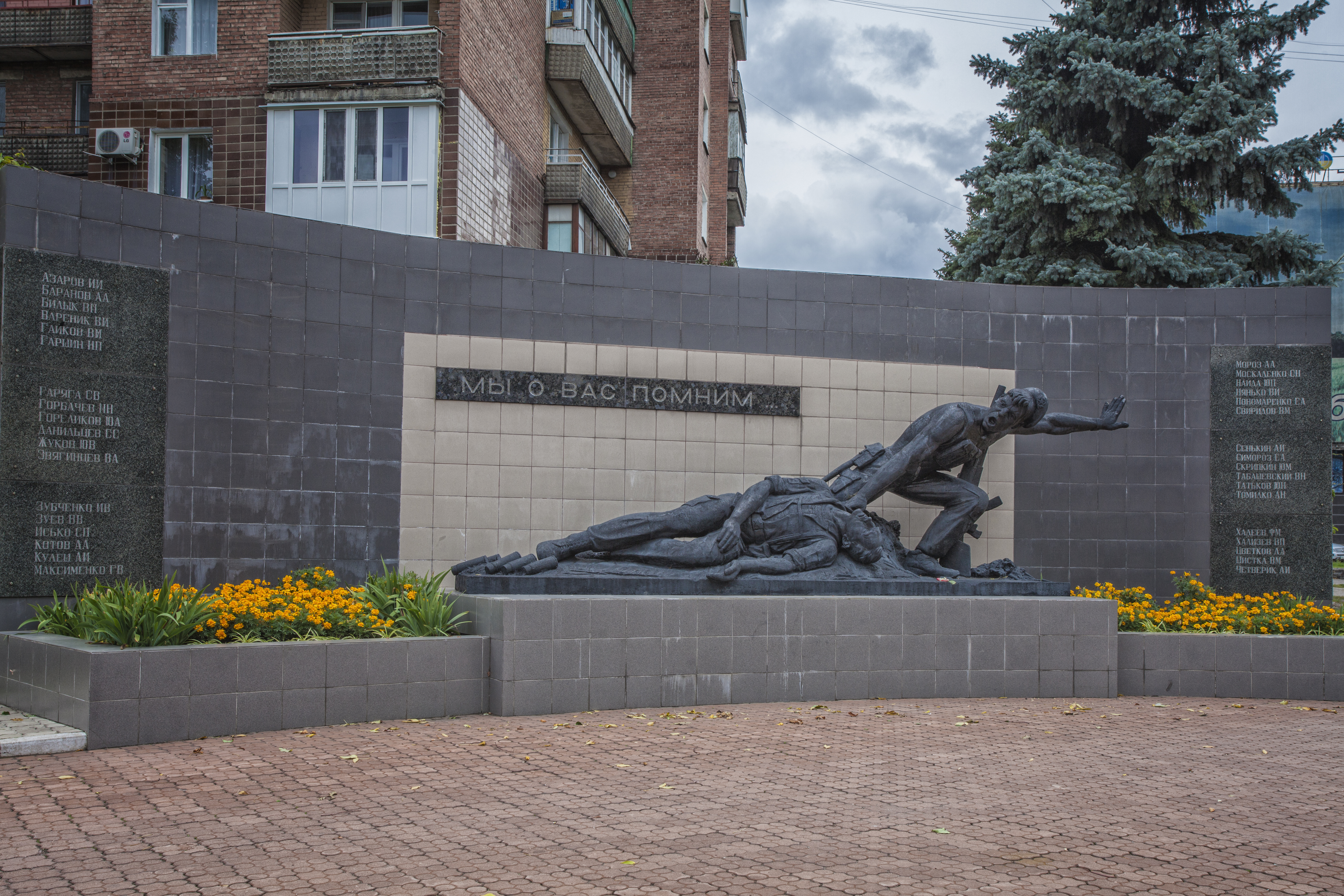
Пам'ятник загиблим учасникам вторгнення СРСР до Афганістану (1979-1989)

- Сергєєв Павло Всеволодович (*1955) — український вчений-гірник, доктор технічний наук, професор.
- Славський Юхим Павлович (*1898—1991) — радянський державний і партійний діяч, тричі Герой Соціалістичної Праці, один з керівників проекту зі створення радянської ядерної зброї, пізніше — функціонер радянської атомної промисловості.
- Стефанов Олександр Вікторович (1950—2007) — вчений у галузі фармакології, академік Академії медичних наук України, лауреат Державної премії України.
- Сухінін Олександр Віталійович (1972—2017) — сержант Збройних сил України, учасник російсько-української війни.
- Троян Микола Петрович (1942—2017) — український історик.
- Ткачук Станіслав Порфирович (1938—2006) — фахівець в галузі охорони праці, президент Міжнародної Академії безпеки життєдіяльності.
- Ханжонков Олександр Олексійович (1877—1945) — вітчизняний підприємець, організатор кінопромисловості, продюсер, режисер, сценарист, один из піонерів кінематографу.
- Шелестюк Тарас Олександрович(*1985) — український професійний боксер, олімпійський чемпіон.
- Ященко Юрій Петрович (*1953) — український вчений і політик; доктор економічних наук, академік Академії гірничих наук України; 9-й Міністр вугільної промисловості України.

З містом Макіївкою пов'язані:

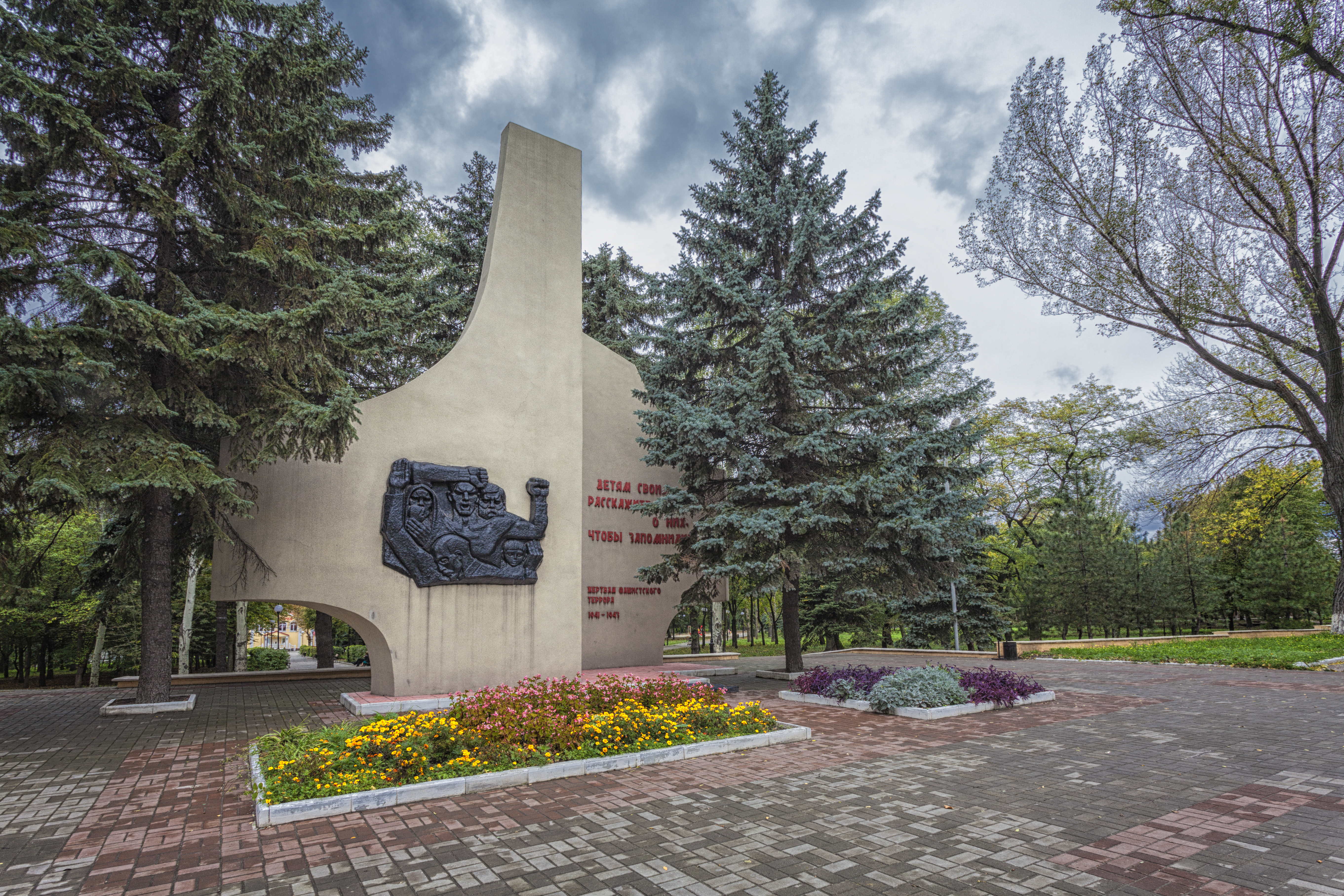
Пам'ятник жертвам фашизму

- Менделєєв Дмитро Іванович — визначний російський хімік відвідав Макіївку в 1888 році[35].
- Сергєєв Ігор Дмитрович (1938—2006) — російський державний і військовий діяч; Міністр оборони Росії (1997—2001), помічник Президента Російської Федерації з питань стратегічної стабільності (2001—2004). Маршал Російської Федерації (1997). Герой Російської Федерації. У 1955 році закінчив школу № 22 м. Макіївки.
- Білецький Володимир Стефанович — український вчений у галузі гірництва, доктор технічних наук, професор Донецького національного технічного університету, громадсько-політичний діяч. Автор ідеї та редактор першої національної української Гірничої енциклопедії. З 1977 р. живе в Макіївці.
- Осадчий Максим Романович — український педагог, Герой Соціалістичної Праці, директор школи № 86.
- Строцький Йосип Йосипович (1923—2011) — український поет. Псевдонім — Зореслав.
- Тимофєєв Сергій Олександрович — український кінооператор.
- Грибініченко Володимир Кирилович — сталевар.